# Atlantic Terminal (centro comercial)
Atlantic Terminal y Atlantic Center son dos centros comerciales ubicados en Atlantic Avenue rodeados por Hanson Place, Fort Greene Place y Flatbush Avenue en la sección Fort Greene de Brooklyn, Nueva York, cerca de Downtown Brooklyn. Atlantic Terminal está ubicado al otro lado de la calle del Atlantic Center Mall (a través de un pequeño puente cerrado desde Target), y ambos están bajo la misma administración de Madison International Realty. 

## Historia
En la década de 1950, el terreno iba a ser el sitio de un estadio de béisbol abovedado propuesto por el entonces propietario de los Dodgers de Brooklyn, Walter O'Malley. Sin embargo, el plan fracasó y los Dodgers se mudaron a Los Ángeles en 1958.
El 22 de diciembre de 2017, Madison International Realty adquirió Atlantic Terminal y Atlantic Center de Forest City Realty Trust. La firma de capital privado de bienes raíces había adquirido previamente una participación del 49 % en la cartera de Forest City en 2011 y compró el 51 % restante en 2017 para convertir a Madison International Realty en uno de los propietarios minoristas más grandes de Nueva York. Atlantic Terminal es también un edificio de oficinas y parte de la boletería de Terminal Atlantic de Long Island Rail Road. Partes del centro comercial Atlantic Center también se renovaron para complementar el nuevo centro comercial. Ambos centros comerciales están ubicados directamente frente a Atlantic Avenue desde el estadio Barclays Center, en el vecindario de Pacific Park, que está siendo desarrollado por Forest City Ratner.

## Pisos
Atlantic Terminal tiene cinco pisos. Los niveles inferiores consisten en las estaciones LIRR y New York City Subway (técnicamente en el sótano). Los pisos superiores cuentan con tiendas ancla como Bath & Body Works, Chuck E Cheese, DSW, Sephora, Uniqlo y, sobre todo, Target. Dos ubicaciones de Starbucks están ubicadas en la propiedad, una ubicada dentro de Target, mientras que la otra está en el área de la taquilla de la terminal LIRR Atlantic. Esta es una de las pocas tiendas departamentales Target de varios niveles. Para adaptarse al diseño de varios niveles, utiliza escaleras mecánicas, ascensores y un transportador de carritos de compras.
Atlantic Center tiene 3 niveles comerciales y 2 niveles de estacionamiento subterráneo, y alberga tiendas como Best Buy, Stop and Shop, Marshall's, Burlington Coat Factory y una tienda de música propiedad del vocalista afrouruguayo Jimmy Santos.